# Bamyanga
Bamyanga est un village du Cameroun situé dans le département du Djérem et la Région de l'Adamaoua. Il fait partie de la commune de Ngaoundal.

## Population
En 1967, il comptait 64 habitants, principalement des Mboum. Lors du recensement de 2005, 821 personnes y ont été dénombrées.